# Cecil Wingfield-Stratford
Cecil Wingfield-Stratford (West Malling, 7 ottobre 1853 – 5 febbraio 1939) è stato un calciatore inglese, di ruolo attaccante.

## Carriera

### Club
Tra il 1874 ed il 1877 giocò nei Royal Engineers, club con cui vinse la FA Cup 1874-1875.

### Nazionale
Ha collezionato una presenza con la propria nazionale, ovvero la partita amichevole del 3 marzo 1887 persa in casa per 3-1 contro la Scozia.

## Statistiche

### Cronologia presenze e reti in nazionale
| Cronologia completa delle presenze e delle reti in nazionale ― Inghilterra | Cronologia completa delle presenze e delle reti in nazionale ― Inghilterra | Cronologia completa delle presenze e delle reti in nazionale ― Inghilterra | Cronologia completa delle presenze e delle reti in nazionale ― Inghilterra | Cronologia completa delle presenze e delle reti in nazionale ― Inghilterra | Cronologia completa delle presenze e delle reti in nazionale ― Inghilterra | Cronologia completa delle presenze e delle reti in nazionale ― Inghilterra | Cronologia completa delle presenze e delle reti in nazionale ― Inghilterra |
| Data                                                                       | Città                                                                      | In casa                                                                    | Risultato                                                                  | Ospiti                                                                     | Competizione                                                               | Reti                                                                       | Note                                                                       |
| -------------------------------------------------------------------------- | -------------------------------------------------------------------------- | -------------------------------------------------------------------------- | -------------------------------------------------------------------------- | -------------------------------------------------------------------------- | -------------------------------------------------------------------------- | -------------------------------------------------------------------------- | -------------------------------------------------------------------------- |
| 3-3-1877                                                                   | Londra                                                                     | Inghilterra                                                                | 1 – 3                                                                      | Scozia                                                                     | Amichevole                                                                 | -                                                                          |                                                                            |
| Totale                                                                     |                                                                            | Presenze                                                                   | 1                                                                          |                                                                            | Reti                                                                       | 0                                                                          |                                                                            |

## Palmarès

### Club

#### Competizioni nazionali
- Coppa d'Inghilterra: 1

Royal Engineers: 1874-1875